# Special Box
A Special Box az X Japan japán heavymetal-együttes válogatásalbuma, mely 1997. december 25-én jelent meg az Atlantic Records kiadásában. Két CD-t tartalmaz, az egyiken az Art of Life, a másikon a Dahlia album dalai hallhatóak. A lemez 96. helyezett volt az Oricon slágerlistáján.

## Számlista
1. lemez
1. Art of Life

2. lemez
1. Dahlia
2. Scars
3. Longing: Togireta melody
4. Rusty Nail
5. White Poem 1
6. Crucify My Love
7. Tears
8. Wriggle
9. Drain